# Oliver Wimmer
Oliver Wimmer (ur. 14 kwietnia 1991 w Wiedniu) – austriacki wokalista.

## Życie i kariera
Swoje dzieciństwo Oliver przeżył w Wiedniu – mieście, w którym się urodził. Po tym, jak jego rodzice rozstali się – zamieszkał w Neufeld.
Oliver wziął udział w austriackim programie "Starmania", gdzie doszedł do wielkiego finału, a który potem wygrał.
W wielkim finale programu "Starmania" zaprezentował rockową piosenkę "Blown Away", która 6 lutego 2009 roku została wydana jako jego pierwszy singiel.
Po wygraniu programu Oliver podpisał kontrakt z wytwórnią płytową DEAG Music.

## Dyskografia

### Albumy
- 14 Hours (2009)

### Single
- Blown Away (2009)
- Brown Eyes Blue (2009)
- Over My Shoulder (2009)
- 14 Hours (2009)